# MKチャリティカップ
MKチャリティカップはタクシー会社のエムケイを中核とするMKグループが主催する日本プロボウリング協会公認の男女共催のボウリングトーナメント。MKグループが所有するMKボウル上賀茂（京都市北区上賀茂）で開催される。

## 概要
MK元会長の青木定雄はかねてから障害者の福祉事業に関心があった。彼はMKタクシーの前身である「ミナミタクシー」の時代の1972年（昭和47年）「身体障害者優先乗車」を主張、1977年（昭和52年）のMKタクシー設立後は、同業他社に先駆け、1983年（昭和58年）に「身体障害者割引」を開始した。2003年（平成15年）と翌年に「MKチャリティカップ」の先駆けで同じ形式である、ゴルフのオープントーナメント「MKチャリティシニアオープン」を開催した。
MKチャリティカップは、MK社長の青木信明が開催するプロとアマチュア合同で行う、チャリティを目的としたボウリングのオープントーナメントである。収益金は京都府と京都市を通じて障害者の慈善福祉事業に役立てるとする。また、障害者を入場無料とし、障害者のアマチュア出場枠も用意されたユニークな大会になっている。
ボウリング以外にもチャリティーオークションやイベントも開催される。（2022年は感染症対策のためWEB入札での開催となった）
男女それぞれの優勝者には賞金のほか副賞として神戸トヨペットと日産自動車販売から自動車が贈られる。ただしアマチュア選手が優勝者の場合は対象外。
2020年度は新型コロナウィルス感染症の影響で開催中止。
2021年度も一旦開催順延の案内を出したがその後中止が決定。
2022年度は9月14日～17日の日程で開催。（3年ぶりの開催）

## 歴代優勝者
| 年度   | 男子優勝     | 女子優勝             |
| ------ | ------------ | -------------------- |
| 2006年 | 梅田寿雄     | 清水弘子             |
| 2007年 | 山本勲       | 清水弘子             |
| 2008年 | 木村広人     | 高坂麻衣             |
| 2009年 | 川西広次     | 佐藤まさみ           |
| 2010年 | 山本勲       | 姫路麗               |
| 2011年 | 川添奨太     | 吉田真由美           |
| 2012年 | 平山陽一     | 大石奈緒             |
| 2013年 | 鈴木博喜     | 阿部聖水（堂元美佐） |
| 2014年 | ジョン・テハ | 吉田真由美           |
| 2015年 | ジョン・テハ | 姫路麗               |
| 2016年 | 福丸哲平     | 山田幸               |
| 2017年 | 川添奨太     | 寺下智香             |
| 2018年 | 日置秀一     | 姫路麗               |
| 2019年 | 平山陽一     | 星野恵梨             |
| 2020年 | 中止         | 中止                 |
| 2021年 | 中止         | 中止                 |
| 2022年 | 原口優馬     | 近藤菜帆（アマ）     |
| 2023年 | 平岡勇人     | 久保田彩花           |